# منتخب الكويت لكرة السلة للسيدات
منتخب الكويت لكرة السلة للسيدات هو ممثل الكويت الرسمي في المنافسات الدولية في كرة السلة للسيدات، وينتمي إلى منطقة الاتحاد الآسيوي لكرة السلة.

## البطولات التي شارك فيها
- البطولة العربية لكرة السلة للسيدات
- بطولة آسيا لكرة السلة للسيدات